# Duet (Hvězdná brána: Atlantida)
Duet (v anglickém originále Duet) je čtvrtý díl druhé řady sci-fi televizního seriálu Hvězdná brána: Atlantida. Díl režíroval Peter DeLuise a scénář napsal Martin Gero.

## Děj
Při průzkumu jedné planety se objeví wraithská šipka a paprskem nabere Rodneyho McKaye a Cadmanovou. Průzkumný tým šipku sestřelí a Sheppard Wraitha zastřelí těsně předtím, než stihne aktivovat autodestrukci.
Tým povolá Radka Zelenku, aby McKaye a Cadmanovou zhmotnil. Energie je v poškozené šipce příliš málo na zhmotnění dvou lidí, zhmotní tedy jen jednoho (neví koho, protože v počítači jsou zaznamenáni jen jako známky života). Objeví se McKay a omdlí. Na Atlantidě se zatím snaží vymyslet způsob, jak zhmotnit i Cadmanovou. McKay se probouzí na ošetřovně a zjišťuje, že Cadmanová už v šipce není, že je v jeho hlavě. Začíná tak jejich komplikované soužití. Cadmanová chce McKayovi dávat rady, jak má zapůsobit na ženu (McKay měl ještě před akcí domluvené rande s jednou botaničkou, kamarádkou Cadmanové). McKay o ně však nestojí. Cadmanová zjišťuje, že může McKayovo tělo ovládat (nejlépe jí to jde, když McKay spí). Oba se o jedno tělo přetahují a Cadmanová získává stále větší převahu. Výsledkem je, že zkolabují, protože tělu nezbývá dost sil na elementární životní funkce.
Od lékaře se dozvídají, že v tomto stavu už příliš dlouho nevydrží, a pokud se jeden z nich nevzdá, zemřou oba. Cadmanová se rozhodne obětovat a ještě před smrtí napíše dopis domů. Když prosí McKaye, aby při dalším průchodu bránou dopis jejím rodičům doručil, McKay dostane nápad. Brána, stejně jako wraithská technologie, umí člověka rozložit a poté zase složit. Podaří se mu vymyslet způsob, jak dostat Cadmanovou zpět do jejího těla, a i když nebyl čas na testování a simulace, akce se podaří a oba jsou zpět ve svých tělech.
Zatímco byla Cadmanová v těle Rodneyho McKaye, Sheppard nabídl Rononovi, aby se přidal k jeho týmu. Weirová měla k této nabídce nejprve výhrady, ale nakonec souhlasila.